# Pfarrkirche Ebriach

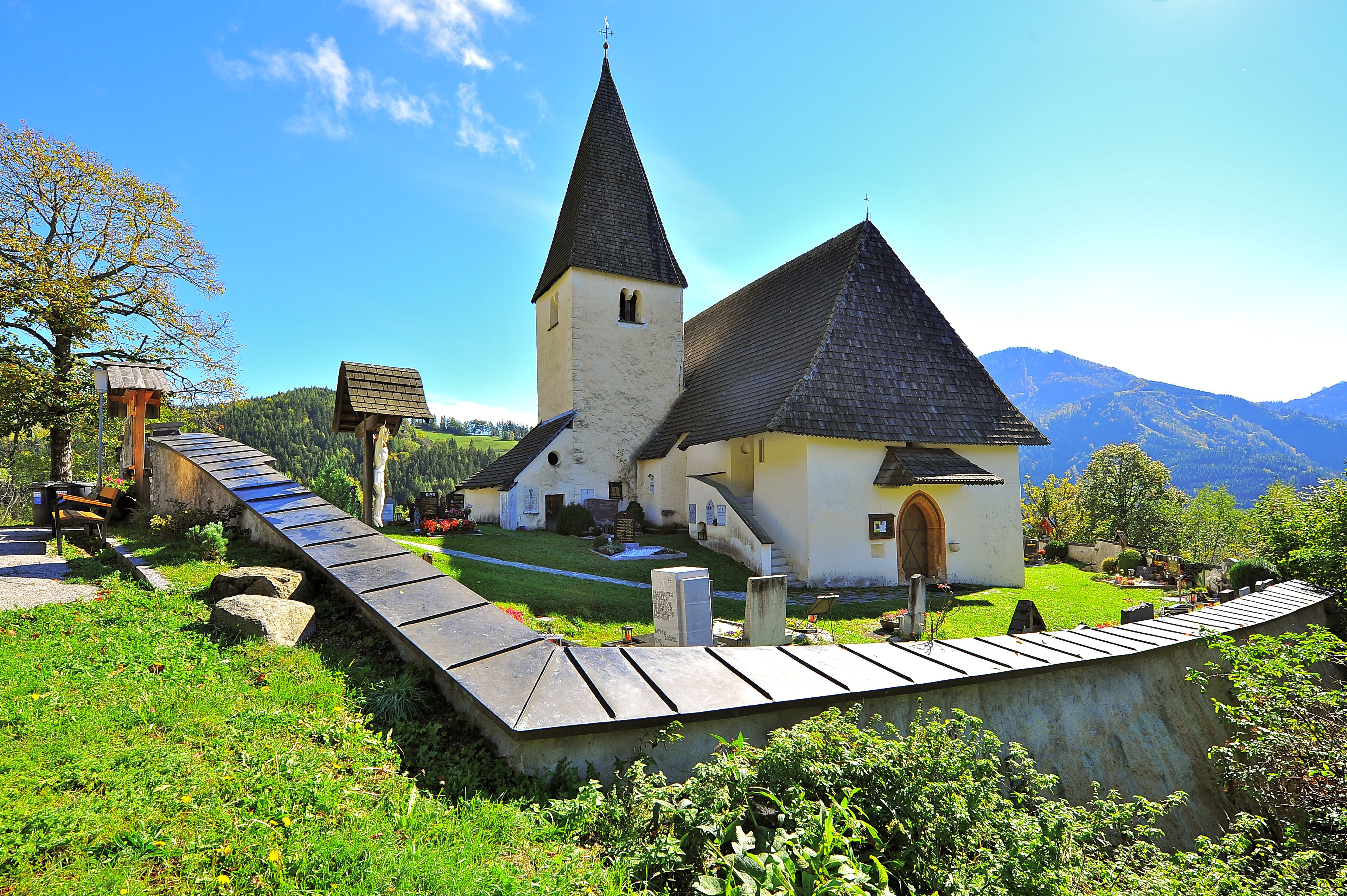
Katholische Pfarrkirche hl. Johannes der Täufer in Ebriach

Die Pfarrkirche Ebriach steht im Ort Ebriach in der Marktgemeinde Eisenkappel-Vellach im Bezirk Völkermarkt in Kärnten. Die dem heiligen Johannes der Täufer geweihte römisch-katholische Pfarrkirche gehört zum Dekanat Eberndorf/Dobrla vas in der Diözese Gurk-Klagenfurt. Die Kirche und der Friedhof stehen unter Denkmalschutz (Listeneintrag).

## Geschichte
1367 wird eine Kapelle hl. Maria in Obriach urkundlich genannt.
Der im Kern romanische und später gotisch veränderte Kirchenbau wurde barock erweitert. Die Kirche wurde 1987 innen und 1993 außen restauriert.

## Architektur
Das Langhaus der Kirche hat ein schindelgedecktes Walmdach. Das spätgotische Spitzbogenportal in der schlichten abgewalmten Westfront wird von einem stützenlosen Vorzeichen mit Walmdach geschützt. Der Chor hat Strebepfeiler aus der Mitte des 14. Jahrhunderts. Der breite gedrungene romanische Turm steht nördlich am Langhaus. Ein spätgotisches Fresko des Christophorus an der Ostwand des Turmes ist mit 1525 datiert. Es ist im unteren Bereich stark verwittert.
Das Kircheninnere ist ein Langhaus mit einer hölzernen Flachdecke. Die Empore ist in der Untersicht mit 1633 und die Brüstung mit 1786 datiert. Der Triumphbogen ist ein Spitzbogen. Der Chor hat ein Netzrippengewölbe auf Konsolen aus dem 15. Jahrhundert und drei Maßwerkfenster. Die beiden südlichen Chorfenster haben teilweise erhaltene Glasmalereien aus der Mitte des 14. Jahrhunderts, oben Maria und Johannes der Täufer kniend, unten die Anbetung der Könige. Weitere Glasgemälde befinden sich im Diözesanmuseum Klagenfurt. 1987 wurden an der Nordwand des Chores Fresken mit Szenen aus der Passion Christi mit Christus am Ölberg, der Judaskuss, Christus vor Pilatus, die Geißelung und die Kreuzigung, sowie Apostelkreuze freigelegt, wohl eine Arbeit vom Meister von Einersdorf.

## Ausstattung
Der Hochaltar auf einem kleinen Sockel besteht aus einer rundbogigen Nische mit flankierenden Säulen und darüber einem mittigen Aufsatz mit einem ovalen Rahmen und beidseitig zwei kleinen Nischen mit kleinen Figuren weiblicher Heiliger mit Dekor als Beschlag- und Knorpelwerk. In der Mitte ist eine Madonna um 1500, darüber die Krönung Mariens aus der Mitte des 17. Jahrhunderts – 1991 restauriert. Über den Opfergangsbögen stehen die Skulpturen Johannes der Täufer und Johannes Evangelist von ca. 1500, 1994 restauriert.